# Ana Huidobro Blanc
Ana Huidobro Blanc (Santander, 1924 – Vilafranca del Penedès, 2025) va ser una de les primeres figures del tennis femení a Catalunya. Es va establir a Lleida després del seu matrimoni amb el metge Antonio Díaz Prieto. Als anys 60, va ser la primera tenista femenina del Club de Tennis Lleida i va impulsar el primer torneig femení de tennis a Catalunya i Espanya el 1967, que posteriorment va portar el seu nom. Va guanyar cinc campionats provincials i va ser una figura important en el desenvolupament del tennis femení a la ciutat. Huidobro va seguir jugant a tennis fins als 70 anys. El 2023, va rebre un homenatge pel centenari del club.